# 菲戈尔西亚利尼亚
菲戈尔西亚利尼亚，是西班牙加泰罗尼亚莱里达省的一个市镇。 总面积102平方公里，总人口267人（2001年），人口密度3人/平方公里。